# MBC 청룡의 선수 목록

## 포지션별 주전
| 연도   | 투수   | 포수   | 1루수  | 2루수  | 3루수  | 유격수 | 우익수 | 중견수 | 좌익수 | 지명타자 |
| 1982년 | 하기룡 | 김용운 | 김용달 | 김인식 | 이광은 | 정영기 | 신언호 | 송영운 | 이종도 | 백인천   |
| 1983년 | 하기룡 | 김용운 | 이종도 | 김인식 | 이광은 | 김재박 | 신언호 | 이해창 | 김정수 | 송영운   |
| 1984년 | 김봉근 | 김용운 | 김상훈 | 김인식 | 이광은 | 김재박 | 신언호 | 이해창 | 이종도 | 유제룡   |
| 1985년 | 이선희 | 심재원 | 김상훈 | 김인식 | 유고웅 | 김재박 | 신언호 | 박흥식 | 이광은 | 송영운   |
| 1986년 | 김용수 | 박철영 | 김상훈 | 김인식 | 유고웅 | 김재박 | 윤덕규 | 박흥식 | 이광은 | 김우근   |
| 1987년 | 김용수 | 심재원 | 김상훈 | 김인식 | 유고웅 | 김재박 | 윤덕규 | 박흥식 | 이광은 | 신언호   |
| 1988년 | 이용철 | 심재원 | 김상훈 | 유고웅 | 김상호 | 김재박 | 윤덕규 | 박흥식 | 이광은 | 신언호   |
| 1989년 | 이국성 | 서효인 | 김상훈 | 김동재 | 김상호 | 김재박 | 윤덕규 | 노찬엽 | 이광은 | 박흥식   |
| 1990년 | 김용수 | 김동수 | 김상훈 | 김동재 | 이광은 | 김재박 | 윤덕규 | 노찬엽 | 박흥식 | 김영직   |

## 전체 명단

### 투수
| 1982년 | 1983년 | 1984년 | 1985년 | 1986년 | 1987년 | 1988년 | 1989년 | 1990년 |
|        |        |        |        |        |        |        |        | 김건우 |
|        |        |        |        |        |        |        |        | 김기범 |
|        |        |        |        |        |        |        |        | 김신부 |
|        |        |        |        |        |        |        |        | 김용수 |
|        |        |        |        |        |        |        |        | 김태원 |
|        |        |        |        |        |        | 문병권 | 문병권 | 문병권 |
|        |        |        |        |        |        | 이국성 |        |        |
| 하기룡 | 하기룡 | 하기룡 | 하기룡 | 하기룡 | 하기룡 |        | 하기룡 |        |

### 포수
| 1982년 | 1983년 | 1984년 | 1985년 | 1986년 | 1987년 | 1988년 | 1989년 | 1990년 |  |
|        |        |        |        |        |        |        |        | 김동수 |  |
| 김용운 | 김용운 | 김용운 |        |        |        |        |        |        |  |
| 서효인 |        |        |        |        |        |        |        |        |  |
|        |        |        | 심재원 |        |        |        |        |        |  |

### 내야수
| 1982년         | 1983년          | 1984년          | 1985년          | 1986년 | 1987년 | 1988년 | 1989년 | 1990년 |
|                |                 |                 |                 |        |        |        |        | 김동재 |
|                |                 |                 |                 | 민경삼 |        |        |        |        |
|                |                 |                 |                 |        |        |        |        | 김상훈 |
|                |                 |                 |                 |        |        |        |        | 김선진 |
| 김용달 (1루수) | 김용달          | 김용달          | 김용달          | 김용달 | 김용달 | 김용달 |        |        |
| 김재박         | 김재박 (유격수) | 김재박 (유격수) | 김재박 (유격수) | 김재박 | 김재박 | 김재박 | 김재박 | 김재박 |

### 외야수
| 1982년          | 1983년          | 1984년 | 1985년 | 1986년 | 1987년 | 1988년 | 1989년 | 1990년 |
|                 |                 |        |        |        |        |        |        | 김영직 |
|                 |                 |        |        |        |        |        | 노찬엽 | 노찬엽 |
|                 |                 |        | 박흥식 |        |        |        |        |        |
| 신언호          |                 |        |        |        |        |        |        |        |
|                 |                 |        |        |        |        |        |        | 양승관 |
|                 |                 |        |        |        |        |        |        | 윤덕규 |
| 이광은          |                 |        |        |        |        |        |        |        |
| 이종도 (좌익수) | 이종도 (좌익수) | 이종도 |        |        |        |        |        |        |
|                 |                 |        |        |        |        |        |        | 이병훈 |

## 전체 명단

### 1982년
- 투수 : 하기룡, 유종겸, 이길환, 이광권, 정순명, 차준섭, 박석채, 김시철
- 포수 : 유승안, 김용운, 최정기
- 1루수 : 김바위, 조호
- 2루수 : 김인식
- 유격수 : 정영기, 김재박
- 3루수 : 이광은, 김용달
- 좌익수 : 이종도, 김봉기
- 중견수 : 신언호, 최정우
- 우익수 : 송영운
- 지명타자 : 백인천, 배수희, 박재천

### 1983년
- 투수 : 이길환, 하기룡, 오영일, 유종겸, 이광권, 박석채, 이원국, 정순명, 신계석, 차준섭
- 포수 : 유승안, 박철영, 최정기, 차동열, 김용운
- 1루수 : 김정수, 김바위
- 2루수 : 조호
- 유격수 : 김재박, 정영기
- 3루수 : 이광은, 김인식, 유성룡, 김용달
- 좌익수 : 이종도
- 중견수 : 이해창, 김봉기, 최정우
- 우익수 : 신언호
- 지명타자 : 송영운, 이성수, 김문영

### 1984년
- 투수 : 오영일, 김봉근, 하기룡, 유종겸, 이광권, 이길환, 정순명
- 포수 : 차동열, 박철영, 김용운
- 1루수 : 김경표, 김상훈, 김정수
- 2루수 : 김바위
- 유격수 : 김재박
- 3루수 : 이광은, 김용달, 유성룡
- 좌익수 : 이종도
- 중견수 : 이해창, 송영운, 김봉기, 최정우
- 우익수 : 신언호
- 지명타자 : 김인식, 김영균, 이성수, 김문영, 유제룡

### 1985년
- 투수 : 정삼흠, 이선희, 유종겸, 오영일, 하기룡, 김봉근, 김정수, 김용수, 이길환, 김재박, 이광권, 정순명, 차준섭, 안언학
- 포수 : 차동열, 심재원, 박철영
- 1루수 : 김상훈, 김경표, 유지홍
- 2루수 : 김인식, 유고웅
- 유격수 : 김재박
- 3루수 : 김정수, 유성룡
- 좌익수 : 이광은, 박흥식, 윤덕규
- 중견수 : 송영운, 김봉기
- 우익수 : 안언학, 신언호
- 지명타자 : 김용달, 김문영, 최홍석, 김영균

### 1986년
- 투수 : 김용수, 김건우, 유종겸, 김태원, 오영일, 하기룡, 이길환, 이선희, 예병준, 정삼흠
- 포수 : 차동열, 심재원, 박철영, 서효인
- 1루수 : 김상훈, 유지홍
- 2루수 : 김용달, 김경표
- 유격수 : 김재박, 민경삼
- 3루수 : 김인식
- 좌익수 : 이광은, 윤덕규
- 중견수 : 박흥식, 신언호, 김봉기
- 우익수 : 송영운, 김우근, 안언학
- 지명타자 : 유고웅, 최홍석, 유제룡, 김문영, 김성수

### 1987년
- 투수 : 김용수, 정삼흠, 김건우, 유종겸, 오영일, 이길환, 하기룡, 예병준, 이선희, 김태원
- 포수 : 심재원, 박철영, 서효인, 차동열
- 1루수 : 김상훈, 유지홍, 유고웅
- 2루수 : 김용달, 김경표, 김영직
- 유격수 : 김재박, 민경삼
- 3루수 : 김인식
- 좌익수 : 이광은, 윤덕규
- 중견수 : 박흥식, 송영운
- 우익수 : 김우근, 김봉기, 신언호
- 지명타자 : 최홍석, 황윤태, 김성수, 정태관, 김문영

### 1988년
- 투수 : 오영일, 이용철, 김용수, 이길환, 문병권, 유종겸, 예병준, 이국성, 정삼흠
- 포수 : 박철영, 차동열, 심재원, 서효인
- 1루수 : 김상훈, 유지홍, 김인식
- 2루수 : 유고웅, 김경표, 김용달
- 유격수 : 김재박, 민경삼
- 3루수 : 김상호
- 좌익수 : 윤덕규, 이광은
- 중견수 : 박흥식, 신언호
- 우익수 : 송영운, 김영직
- 지명타자 : 강병선, 김성수, 조상헌, 양현기, 유광진, 김문영, 정태관, 최홍석, 황윤태

### 1989년
- 투수 : 김용수, 김태원, 이국성, 유종겸, 정삼흠, 문병권, 김건우, 이재홍, 김기범, 한명수, 최준호, 김덕근, 하기룡, 이길환, 오영일, 이용철, 예병준
- 포수 : 서효인, 차동열, 김진우, 심재원
- 1루수 : 최훈재, 유지홍
- 2루수 : 나웅, 김경표
- 유격수 : 김재박, 민경삼
- 3루수 : 김상훈
- 좌익수 : 노찬엽, 이광은, 신언호
- 중견수 : 윤덕규, 박흥식
- 우익수 : 김상호, 김영직
- 지명타자 : 김동재, 김기홍, 박성훈, 이승범, 황윤태, 조상헌, 김성수

### 투수
| 1982년 | 1983년 | 1984년 | 1985년 | 1986년 | 1987년 | 1988년                   | 1989년                  |        |
|        |        |        |        |        |        |                          |                         | 김기범 |
|        |        |        |        |        |        |                          |                         | 김신부 |
|        |        |        |        |        |        |                          |                         | 김용수 |
|        |        |        |        |        |        |                          |                         | 김태원 |
|        |        |        |        |        |        | 문병권                   | 문병권                  | 문병권 |
|        |        |        |        |        |        | 이국성                   |                         |        |
|        |        |        |        |        |        | 이용철 (선발 / 7승 11패) | 이용철 (선발 / 7승 7패) |        |
| 하기룡 | 하기룡 | 하기룡 | 하기룡 | 하기룡 | 하기룡 |                          | 하기룡                  |        |

### 포수
| 1982년 | 1983년 | 1984년 | 1985년 | 1986년 | 1987년 | 1988년 | 1989년 | 1990년 |  |
|        |        |        |        |        |        |        |        | 김동수 |  |
| 김용운 | 김용운 | 김용운 |        |        |        |        |        |        |  |
| 서효인 |        |        |        |        |        |        |        |        |  |
|        |        |        | 심재원 |        |        |        |        |        |  |

### 내야수
| 1982년         | 1983년          | 1984년          | 1985년          | 1986년 | 1987년 | 1988년 | 1989년 | 1990년 |
|                |                 |                 |                 |        |        |        |        | 김동재 |
|                |                 |                 |                 | 민경삼 |        |        |        |        |
|                |                 |                 |                 |        |        |        |        | 김상훈 |
|                |                 |                 |                 |        |        |        |        | 김선진 |
| 김용달 (1루수) | 김용달          | 김용달          | 김용달          | 김용달 | 김용달 | 김용달 |        |        |
| 김재박         | 김재박 (유격수) | 김재박 (유격수) | 김재박 (유격수) | 김재박 | 김재박 | 김재박 | 김재박 | 김재박 |

### 외야수
| 1982년          | 1983년          | 1984년 | 1985년 | 1986년 | 1987년 | 1988년 | 1989년 | 1990년 |
|                 |                 |        |        |        |        |        |        | 김영직 |
|                 |                 |        |        |        |        |        | 노찬엽 | 노찬엽 |
|                 |                 |        | 박흥식 |        |        |        |        |        |
| 신언호          |                 |        |        |        |        |        |        |        |
|                 |                 |        |        |        |        |        |        | 양승관 |
|                 |                 |        |        |        |        |        |        | 윤덕규 |
| 이광은          |                 |        |        |        |        |        |        |        |
| 이종도 (좌익수) | 이종도 (좌익수) | 이종도 |        |        |        |        |        |        |
|                 |                 |        |        |        |        |        |        | 이병훈 |